# Chủ nghĩa tân phát xít
Chủ nghĩa tân phát xít là một hệ tư tưởng sau Thế chiến II bao gồm các yếu tố quan trọng của chủ nghĩa phát xít. Chủ nghĩa tân phát xít thường bao gồm chủ nghĩa siêu quốc gia, chủ nghĩa thượng đẳng chủng tộc, chủ nghĩa dân túy, chủ nghĩa độc tài, chủ nghĩa người bản địa, bài ngoại và phản đối nhập cư, cũng như phản đối dân chủ tự do, nghị viện, chủ nghĩa tư bản, chủ nghĩa tự do, chủ nghĩa Mác, chủ nghĩa cộng sản và chủ nghĩa xã hội. Các cáo buộc rằng một nhóm theo chủ nghĩa tân phát xít có thể bị tranh cãi gay gắt, đặc biệt là khi thuật ngữ này được sử dụng như một điển tích chính trị. Một số chế độ sau Thế chiến II được mô tả là tân phát xít do bản chất độc tài của chúng, và đôi khi do sự say mê và đồng cảm với hệ tư tưởng và nghi lễ phát xít.
Chủ nghĩa hậu phát xít là một nhãn hiệu đã được áp dụng cho một số đảng chính trị châu Âu ủng hộ một hình thức chủ nghĩa phát xít đã sửa đổi và tham gia vào chính trị hợp hiến.